# Friedrich Ernst Ballhorn-Rosen

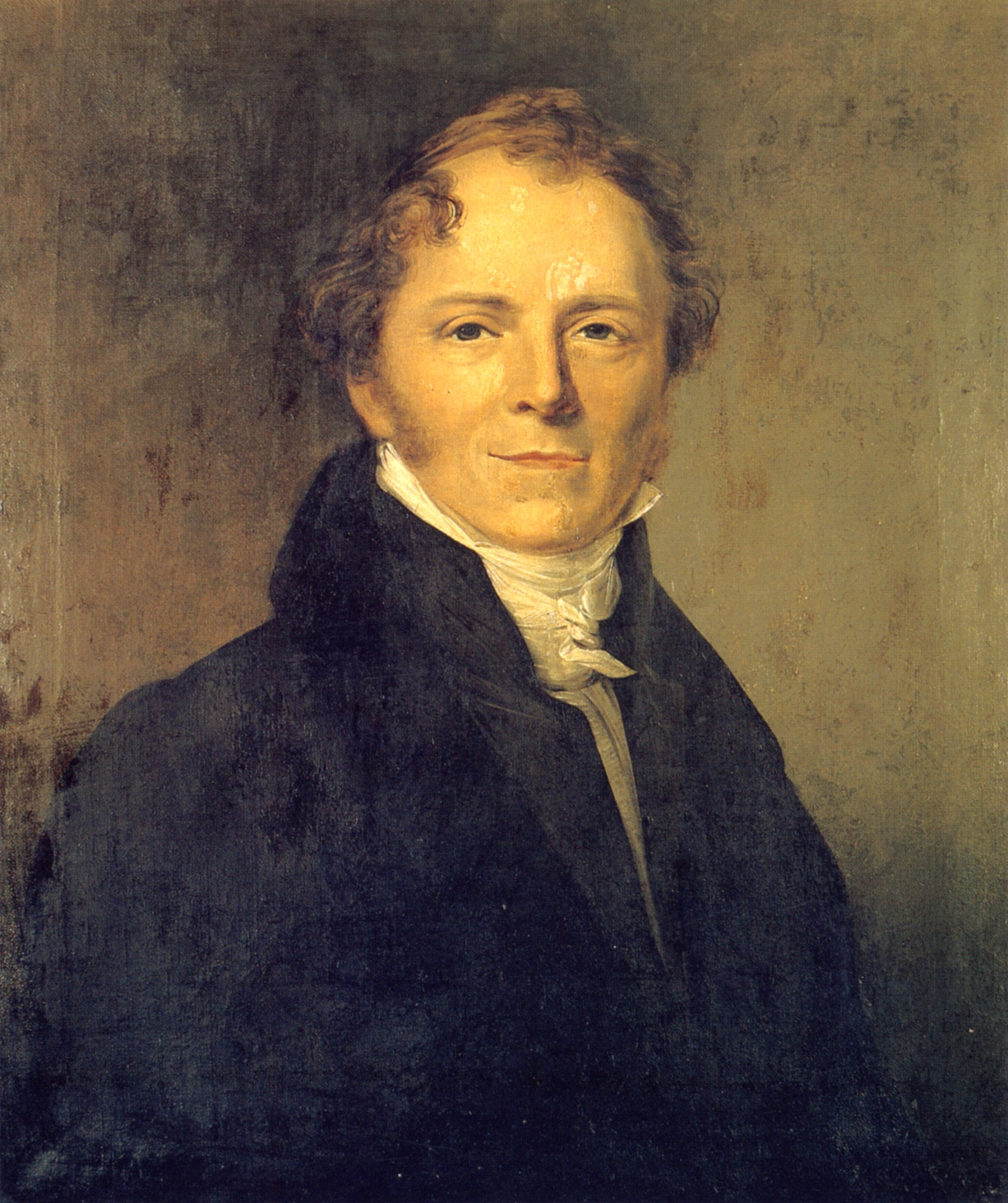
Ballhorn-Rosen, um 1820

Friedrich Ernst Heinrich Ballhorn-Rosen (* 12. April 1774 in Hannover; † 15. Oktober 1855 in Detmold) war ein deutscher Jurist und lippischer Kanzler. Er war Namensgründer der Familie Rosen, die in der Folgezeit bedeutende Orientalisten und Diplomaten hervorbrachte.

## Leben
Friedrich Ernst Ballhorn-Rosen war das achte von neun Kindern der Eheleute Ludwig Wilhelm Ballhorn (1730–1777) und Christine Marie Magdalene Ballhorn, geb. Wolkenhaar (1744–1812). Die Vorfahren stammten aus der Altmark und kamen über Holstein nach Hannover.
Fünf seiner Geschwister waren früh verstorben. Zusammen mit seinem Bruder Georg Friedrich besuchte er das Lyceum Hannover. Am 21. April 1793 immatrikulierte er sich an der Universität Göttingen für die Fächer Theologie und Philologie. Das Theologiestudium brach er ab und promovierte 1798 zum Dr. phil. mit der Dissertation De jure naturali veterum. Zurück in Hannover wurde er Lehrer an der von seiner Mutter geleiteten Hoftöchterschule. Ab 1800 war Ballhorn-Rosen Hauslehrer des Grafen Diederik Johan Hogendorp in Amsterdam und unterrichtete dessen Söhne.
Im Alter von 28 Jahren kehrte er nach Deutschland zurück und widmete sich den Rechtswissenschaften. Schon 1803 promovierte Ballhorn-Rosen in Göttingen zum Doktor der Rechte, arbeitete dann an der Universität als Fakultätsassessor, später außerordentlicher Professor. Zusätzlich war er bis zum Jahre 1817 als Jurist tätig.
Im Juni 1814 besuchte die lippische Fürstin Pauline in Begleitung des Superintendenten Ferdinand Weerth Ballhorn-Rosen in Göttingen auf der Suche nach Mentoren für ihre Söhne Friedrich und Leopold. Die Söhne wurden von Ballhorn-Rosen unterrichtet und wohnten derweil in seinem Haus in Göttingen. Pauline verlieh Ballhorn-Rosen den Titel eines Hofrats und sicherte ihm eine Anstellung in Detmold zu, sobald die Erziehung der Prinzen beendet sei.
Im Frühjahr 1817 nahm Friedrich Ballhorn den Namen Ballhorn-Rosen an und verfügte, dass seine Kinder nur noch den Nachnamen Rosen tragen sollten. Die Gründe dafür hat er nie öffentlich gemacht. Er siedelte kurz darauf mit seiner Frau und den vier Kindern nach Hiddesen um. Auf Wunsch seiner Frau zogen sie bald nach Detmold und hatten ein Haus neben der lutherischen Kirche. In Detmold war Ballhorn-Rosen Vizedirektor der Justizkanzlei und Kriminalrichter. Fürstin Pauline übertrug ihm zudem politische Aufgaben, so war er beispielsweise 1819 Unterhändler in der Bundesversammlung. Dafür wurde er zum Kanzleidirektor befördert. Nach Paulines Tod konzentrierte er sich auf seine Tätigkeit in der Justizkanzlei.
Im Jahr 1846 ernannte Leopold II. Ballhorn-Rosen zum Kanzler des Fürstentums Lippe.
Nach mehreren Schlaganfällen im Jahr 1854 verstarb Friedrich Ernst Heinrich Ballhorn-Rosen am 15. Oktober 1855 in Detmold.

„Todes=Anzeige. Detmold. Der Kanzler Dr. Ballhorn=Rosen ist am 15. d. M. Abends 10½ Uhr, nach längerm Krankenlager und eingetretener völliger Abnahme der Kräfte sanft entschlafen, was theilnehmenden Freunden von den Hinterbliebenen hiermit bekannt gemacht wird. / Detmold den 19. Octbr. 1855.
Sophie Ballhorn=Rosen, geb. Rudorff. Dr. Rosen, Prem.=Lieut. im 8. Art.=Reg. in Coblenz. Dr. G. Rosen, Kgl. Preuß. Consul in Jerusalem. Sophie Klingemann, geb. Rosen in London. Elise Rosen.“

## Familie
Friedrich Ernst Ballhorn-Rosen war zweimal verheiratet. Seine erste Frau, Charlotte Eisendecher (1781–1818), ehelichte er 1804. Zusammen hatten sie eine Tochter und fünf Söhne: Friedrich August (1805–1837), Emilie (1807–1829), Gisbert (1808–1876), Bodo (1810–1813), Bodo II. (1814–1848) und Hermann (1818–1866). Eine zweite Ehe verband ihn ab 1820 mit Sophie Rudorff (1787–1859). Aus dieser Beziehung entstammten die Kinder Georg (1820–1891), Sophie (1822–1901), Auguste (1824–1848), Ernst (1826–1832) und Elise (1829–1897).